# 凯西男爵理查德·凯西
凯西男爵理查德·盖文·盖迪纳·凯西，KG，GCMG，CH，DSO，MC，PC （1890年8月29日—1976年6月17日），澳大利亚政治家，曾任第16任澳大利亚总督（1965-1969年在任），并曾担任澳大利亚的陆军军官、内阁部长、驻美大使，大英帝国的丘吉尔战时内阁大臣及驻孟加拉总督。

## 生平
凯西生于布里斯本，幼年移居墨尔本并就读于墨尔本大学及剑桥大学三一学院。1914年参军，参加加里波利战役及西线战事，因功升至陆军少校并获得杰出服务勋章及军功十字勋章。退役后加入外交官队伍派驻伦敦。
1931年凯西步入政坛，当选統一澳洲黨籍众议员，1935年入内阁，历任澳大利亚财政部长及军需发展部长。第二次世界大战中任驻美国大使，后加入丘吉尔战时内阁任中东事务大臣，派驻中东。1944年丘吉尔任命凯西担任孟加拉总督，任内处理孟加拉大饥荒及独立前的动乱，1946年卸任回澳。
1947-1950年凯西出任澳大利亚自由党主席，49年再度当选众议院，并历任与国家发展有关的部长职位以及外交部长，1960年退休，同年获得女王晋封终身男爵（名义采邑是维多利亚州贝里克（Berwick）及西敏市）。1965年由孟席斯推荐获女王任命为澳大利亚联邦总督，任内唯一的重要宪政事件是总理哈罗德·霍尔特失踪事件。1969年卸任。
今有墨尔本东郊的凯西市（City of Casey）、位于墨尔本的凯西联邦选区、坎培拉市郊的凯西区、澳大利亚南极领地的凯西站以其命名。